# Frederik Backaert
Frederik Backaert, nascido a 13 de março de 1990 em Gante, é um ciclista belga profissional membro da equipa B&B Hotels-Vital Concept p/b KTM.

## Palmarés
- 2012 (como amador)
  - 1 etapa da Volta a Liège

- 2013 (como amador)
  - 2 etapas da Volta a Liège

- 2016
  - 1 etapa da Volta à Áustria[2]

## Resultados nas Grandes Voltas
Durante a sua carreira desportiva tem conseguido os seguintes postos nas Grandes Voltas.
| Carreira        | 2014 | 2015 | 2016 | 2017  | 2018 | 2019  |
| --------------- | ---- | ---- | ---- | ----- | ---- | ----- |
| Giro d'Italia   | -    | -    | -    | -     | -    | -     |
| Tour de France  | -    | -    | -    | 132.º | -    | 120.º |
| Volta a Espanha | -    | -    | -    | -     | -    | -     |

-: não participa 

Ab.: abandono 